# سلفات الكوندرويتين

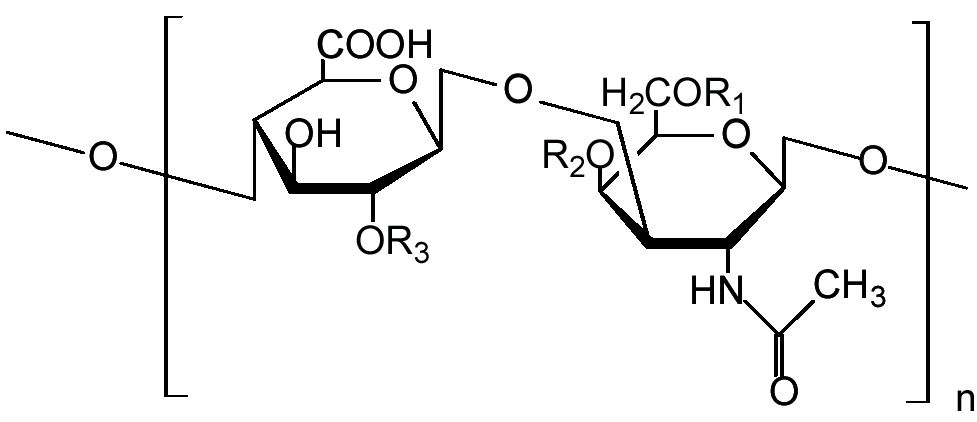
التركيب الكيميائي لسلسلة سلفات الكوندروتيتين.

سلفات الكوندرويتين (بالإنجليزية: Chondroitin sulfate)‏ هو ملح سلفات لغليكوز أمينوغليكان يتكون من سلسلة من سكريات هي ن-أسيتيل غالاكتوزامين وحمض ايديورونيك. توجد سلفات الكوندرويتين عادة مرتبطة ببروتينات على شكل بروتيوغليكان.
تتكون سلسلة الكوندرويتين من أكثر من 100 وحدة سكر، يمكن لكل واحدة من هذه الوحدات أن ترتبط بالسلفات بكميات ومواقع مختلفة.
سلفات الكوندرويتين مادة مهمة في تكوين الغضاريف، ويمنحها مقاومة للإنضغاط.

## الاستخدام الطبي
إن سلفات الكوندرويتين مع غلوكوزامين مكملات غذائية تستخدم في الطب البديل في علاج الفصال، وهو مرخص الاستخدام في بعض دول أوروبا ودول العالم الأخرى. كما يستخدمان سوية في الطب البيطري.
يجب عدم استخدام سلفات الكوندرويتين مع غلوكوزامين للمرضى المصابين بفصال ظاهر الأعراض في الركبة لكون الدراسات السريرية فشلت في إثبات فعاليتهما في تخفيف أعراض هذه الحالة.